# Вега (Street Fighter)
Вега (англ. Vega), в Японии известный под именем Балрог (яп. バルログ Барурогу) и также известный в среде игроков как «Коготь» (англ. Claw) — герой серии видеоигр Street Fighter от японской компании Capcom. Впервые появляется в видеоигре Street Fighter II и впоследствии становится персонажем различных игр, аниме и другой продукции компании Capcom на тематику Street Fighter.

## Концепция персонажа
Вега — самый быстрый персонаж Street Fighter II, и один из самых быстрых в остальных играх серии. Он имеет весьма уникальный дизайн. В бою он носит маску и пользуется холодным оружием — сюко — перчаткой с тремя лезвиями. В одежде наблюдаются элементы матадорского костюма. Через весь его оголённый торс проходит большая татуировка с изображением змеи. Свои волосы он заплетает в длинную косу. Маску Вега носит вероятней всего для защиты, поскольку боится повредить своё красивое лицо. Вега метросексуал. Ещё Вега имеет длинные ногти.
Вега страдает раздвоением личности. Его альтер эго очень нарцисстично и кровожадно. «Встань на колени и поклоняйся моей красоте», «В сердце и душе я не вижу никакого смысла. Я верю только в красоту», «Ничто не волнует меня больше, чем струя свежей крови, летящая по воздуху» — эти фразы, сказанные Вегой, прекрасно характеризуют его как личность.

## Биография
Вега родился в уважаемой испанской семье в Каталонии, Испания,. По неизвестным причинам авторитет семьи начал падать, и мать Веги была вынуждена повторно выйти замуж ради денег. Повзрослев, Вега занялся корридой, по культурной традиции. После он отправился в Японию, чтобы изучать ниндзюцу — стиль, как он считал, наиболее ему подходящий из-за изящества и скорости. Совмещая навыки тореадора и ниндзюцу, Вега участвовал в подпольных боях и быстро стал одним из лучших. Однажды случилась трагедия. Его отчим убил его мать, считая, что та его не уважает, а Вега отомстил, убив его. Этот случай помутнил его рассудок, вызвав раздвоение личности: днём Вега был благородным дворянином, ночью — жестоким убийцей, который калечит уродливых, с его точки зрения, людей.
Из-за превосходных боевых качеств Веги и его безжалостной природы преступный босс, известный как М. Байсон, сделал его одним из своих личных телохранителей в организации Шадалу. Также Вега следил за заданиями по устранению, работая вместе с Кэмми и наёмниками Шадалу, известными как Куклы. Несмотря на выдающиеся боевые способности, Вега оказался не в состоянии защитить тайну Байсона — проект Психического Контроля. Также во время этого турнира Вега столкнулся в бою с Зангиевым.
Неизвестно, что делал Вега после ухода из Шадалу (хотя есть предположения, что он или продолжал совершать убийства, или сидел в тюрьме; также есть слухи, что он вернулся к корриде). Он вновь появляется в Street Fighter IV, будучи повторно нанятым Шадалу.
В Street Fighter II Вега по приказу Байсона участвовал в мировом турнире. Ему было поручено убить Чан Ли, но, потерпев поражение, он провалил задание и считался мёртвым. Хотя если бы Гайл не успел добраться до Чан Ли, она могла бы скончаться от полученных ранений. После смерти Байсона от рук Акумы, Вега вернулся к своей привычной жизни.
В Street Fighter IV Вега вновь вернулся в Шадалу по приглашению М. Байсона. В этот раз ему было поручено, участвуя в турнире, проникнуть в лабораторию S.I.N. и похитить ценные данные. Успешно справившись с заданием, Вега попытался убить Чан Ли, выпустив ядовитый газ, но она вновь была спасена Гайлом.

## Имя
В японской версии этого бойца зовут Балрог, диктатора — Вега, боксёра — Майк Байсон (отсылка на Майка Тайсона). Поэтому при переводе игры на английский во избежание судебного иска решили поменять имена трёх бойцов: боксёр стал Балрогом, а диктатор — М.Байсоном.

## Критика и отзывы
- IGN поставили Вегу на 10 место в рейтинге 25 лучших персонажей серии Street Fighter, заявив, что он заслуживает всей похвалы за оригинальность[7].
- 46 место в списке 47 наиболее дьявольских компьютерных персонажей всех времён, который составил сайт GamePro[8]
- Вега получил 12 место в списке «20 лучших персонажей Street Fighter за всё время» по версии GameDaily, среди прочего, была отмечена сила его нападения с воздуха[9].
- В собственный опросе Capcom к 15-летию Street Fighter Вега занял 5 место из 85 персонажей, что делает его самым популярным мужским персонажем[10].
- Сайт News.com.au составил «Топ 10 самых сексуальных персонажей компьютерный игр», где Вега занял 10 место, прокомментировав «боевой стиль Вега, частично ниндзя, частично тореадора, безусловно, один из самых необычных, что мы видели»[11].
- GamesRadar отметил, что хотя его наряд и одержимость красотой отходят от традиционного образа ниндзя, эти особенности сделали его «одним из наиболее знаковых бойцов в улице Street Fighter»[12]. Они указали его как одного из самых возмутительных злодеев, заявив, что список злодеев без Веги был бы, как «бутерброд с сыром —без сыра или хлеба»[13]
- В феврале 1992 года он занял шестнадцатое место в списке лучших игровых персонажей, появившихся в 1991 году по версии японского журнала Gamest[14].
- UGO.com назвал его одним из бесполезных элементов компьютерных игр, отмечая, что похоже, что художник нарисовал его ночью на салфетке после коктейля Лонг-Айленд и называя его как нечто среднее между Фредди Крюгера, Джейсон Вурхиз и Твигги[15].